# ロレンツォ・デ・レオン・ゲレーロ
ロレンツォ・イグレシアス・デ・レオン・ゲレーロ（英語: Lorenzo Iglecias De Leon Guerrero; 1935年1月25日 - 2006年10月6日）は、北マリアナ諸島・サイパン島出身の政治家。1990年から1994年まで第3代北マリアナ諸島知事を務め、1978年から1980年まで北マリアナ諸島上院の初代議長を務めた。

## 経歴・人物
1935年1月25日、サイパン島で父ペドロ・タイティンフォン・デレオン・ゲレーロと母カルメン・セリス・イグレシアスの間に生まれた。1973年から1976年までサイパン海運会社の副社長を務め、フィリピン・ミクロネシア・オリエント航海会社に10年以上勤務した。1980年から1989年まで、サイパンの海事会社の社長を務めていた。

### 議員として
1972年、当時の北マリアナ諸島地区議会の上院議員に立候補し、当選。その後、1980年から1982年まで北マリアナ諸島上院の初代議長を務め、1983年から1985年まで北マリアナ諸島共和党の議長を務めた。1989年に北マリアナ諸島知事に選出され、1990年から1994年まで務めた。

### その後
1997年、ゲレーロは、副知事候補リタ・イノス博士（Dr. Rita Inos）と知事選に立候補したが落選した。リタ・イノスは北マリアナ諸島の副知事に立候補した最初の女性であった。
ゲレーロは長い闘病生活の末、2006年10月6日に死去。北マリアナ諸島知事経験者として最も早く亡くなった。葬儀のミサは、クリストライ教会（Kristo Rai Church）とヌエストラ・セニョーラ・デ・ラ・パス・チャペル（Nuestra Senora de la Paz Chapel）で行われた。サイパン島のマウント・カーメル墓地（チャラン・カノア墓地）に埋葬された。